# Cammello magico

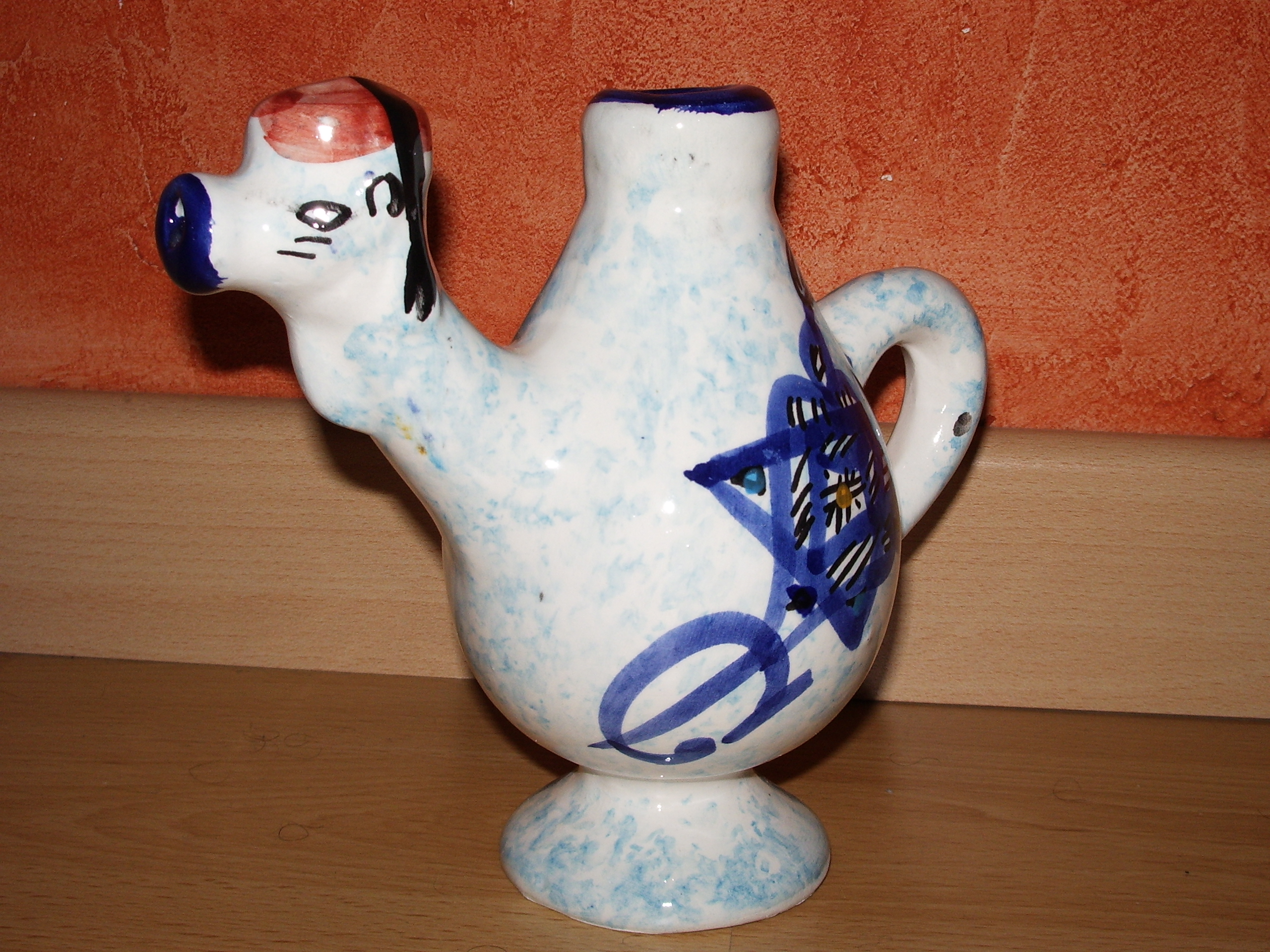
Un esemplare di cammello magico

Il cammello magico è un prodotto artigianale in terracotta tipico della Tunisia e in particolare dell'isola di Gerba. È sempre presente nei souk dove i turisti acquistano i loro souvenir. Il fenomeno che lo rende "magico" è il fatto che sia possibile introdurvi dei liquidi sia da un'apertura in alto (sulla sommità della "gobba") sia, capovolgendolo, dal basso (un'apertura alla base), senza che il contenuto si versi, mentre è possibile poi farlo fuoriuscire da un beccuccio (a forma di collo sinuoso del cammello, terminante con la testa e la bocca), come in una normale teiera. Nel presentare il cammello magico all'acquirente, il venditore sottolinea come esso si presti a mescolare due liquidi, ad esempio caffè e latte, introducendoli separatamente dall'alto e dal basso, per poi vederli uscire, mescolati, dalla bocca del cammello.
Questo effetto è ottenuto mediante un sistema di tubi interni che partono dalle due estremità, superiore e inferiore, e impediscono ai liquidi di uscire dall'apertura per cui sono entrati. La fabbricazione di questi pezzi, che esige la preparazione di tubi di terracotta molto sottili, fatti a mano sulla ruota del tornio, richiede una grande perizia.
Secondo i vasai di Guellala, il villaggio di Gerba in cui si producono terrecotte fin da epoche antichissime, l'inventore sarebbe Mesaoud Elghoul (deceduto nel 1972). La creazione deve essere avvenuta negli anni quaranta-cinquanta: in un volume che descrive dettagliatamente le attività artigianali dei vasai sulla base di dati degli anni 1942-1944, viene infatti segnalata la creazione, da parte di "Mr. El Ghoul", di un "pezzo" innovativo, a forma di cammello, anche se dall'immagine riprodotta si vede che si trattava solo di un "antesignano" dell'attuale cammello magico, ancora privo di funzione di contenitore di liquidi, e con scopo solamente ornamentale (l'innovazione sottolineata all'epoca come una novità era la verniciatura). Il principio che sta alla base del cammello magico, con dei tubi che impediscono al liquido di fuoriuscire dall'apertura per cui è stato versato, era comunque già ben noto, come mostra il disegno di un buqal bu ruhin (ivi: p. 194), in cui il liquido introdotto dall'alto usciva poi da un'ansa grazie a un sistema di tubi interni.